# Marta Mori
Marta Mori de Arriba (Gijón, 1965) es una poetisa y docente española, miembro de número de la Academia de la Lengua Asturiana.

## Trayectoria
Es licenciada en Literatura y Doctora en Filología Hispánica por la Universidad de Oviedo y profesora asociada de dicha universidad.
En 2002 publicó el poemario Pórticu, donde se muestran poemas de corte intimista y de talante iniciático a la vida y, por tanto, también a las puertas de la muerte. 
Ha publicado artículos y libros de crítica literaria, historia y didáctica, además de colaborar en la Historia de la lliteratura asturiana difundida por la Academia de la Lengua Asturiana, en el momento que fue Vicepresidenta. Ha sido profesora del Instituto de enseñanza Secundaria Jovellanos de Gijón.

## Reconocimientos
En 2002, Mori ganó el Premio de Poesía Teodoro Cuesta con su poemario Pórticu, siendo la primera mujer en ganarlo. Dos años después, en 2004, consiguió el mismo premio, ex aequo, ( Países, de Xelu Gutiérrez Morán) con la obra El tiempu de la espera, poemario intimista de talante autobiográfico.
En 2010, fue la ganadora, con su poemario La mio voz, de la decimosexta edición del Premio de poesía en lengua asturiana Xuan María Acebal, volviendo a ser la primera mujer en conseguir este reconocimiento que concede la Consejería de Cultura y Turismo del Principado de Asturias.
En 2022 volvió a ganar el XXVIII Premio Xuan María Acebal de poesía en asturiano con la obra Los carreros del tiempo. El jurado valoró «la claridad, la elegancia, el equilibrio entre lo clásico y la contemporaneidad, la sensibilidad social nada impostada y la naturalidad lingüística» de la obra.

## Obra
- 2002 – Pórticu. Poemario. Ediciones Trabe. ISBN 84-8053-273-4.[11]
- 2004 –El tiempu de la espera. Poemario. Ediciones Trabe. ISBN 84-8053-367-6.[12]
- 2008 – Histories familiares. Colección de relatos. Ediciones Trabe. ISBN 978-84-96413-45-0.[13]
- 2010 – L'alcordanza. Academia de la Llingua Asturiana. ISBN 978-84-8168-502-2.[14]
- 2011 – La mio voz. Poemario. XVI Premio Xuan María Acebal.[15]
- 2019 – Orfandá. Poemario. Ediciones Trabe. ISBN 9788480539562.[16][17]

### Traducciones
- 2018 – El cementariu Marin. Autor: Paul Valéry. Saltadera Ediciones. ISBN 978-84-944489-2-8.[18][19]